# Уолт Бекер
Уолт Бекер (на английски: Walt Becker) е американски филмов режисьор, продуцент, сценарист и писател на бестселъри в жанра трилър.

## Биография и творчество
Уолтър „Уолт“ Уилям Бекер е роден на 16 септември 1968 г. в Холивуд, Калифорния, САЩ. Завършва Калифорнийския университет в Лос Анджелис с бакалавърска степен по комуникации през 1993 г., и Университета на Южна Калифорния по киноизкуство с магистърска степен по кино и телевизия през 1995 г.
Първият му трилър „Липсващата връзка“, издаден през 1998 г., третира въпроса за липсващото звено между човека и маймуната. Двамата учени, Саманта Колби и Джак Остин, участници в експедиция, финансирана от международен трафикант на оръжие, се натъкват на откритие, което разбърква картите в съвременния свят.
Първият му филм е „Buying The Cow“ от 2001 г. с участието на Джери О'Конъл и Бил Белами, последван през 2002 г. от успешната комедия „Van Wilder“ с участието на Райън Рейнолдс, Тара Рийд и Тим Матисън.

## Произведения

### Самостоятелни романи
- Link (1998)
Липсващата връзка, изд. „Атика“ София (1999), прев. Рени Димитрова
- Misconception (2001) – с Робърт Шапиро

### Новели
- Last Reign: Kings of War (2010) – с Майкъл Алън Нелсън

### Филмография
- Да си купиш крава, Buying The Cow (2001)
- Ван Уилдър, Van Wilder (2002) – играе и в ролята на пожарникар
- Wild Hogs (2007)
- Old Dogs (2009)
- 2010 Glory Daze – ТВ сериал, 3 епизода
- 2013 Sullivan & Son – ТВ сериал, 1 епизод
- 2014 Kirby Buckets – ТВ сериал, 3 епизода
- 2015 Flying Tigers – ТВ сериал
- „Алвин и Чипоносковците: Голямото чипоключение“ („Alvin and the Chipmunks: The Road Chip“, 2015)